# David Warren (Leichtathlet)
David Warren (David Marlais Jenner „Dave“ Warren; * 11. Februar 1956 in St Pancras, London) ist ein ehemaliger britischer Mittelstreckenläufer, der sich auf die 800-Meter-Distanz spezialisiert hatte.
1978 erreichte er bei den Commonwealth Games in Edmonton für England startend das Halbfinale.
Bei den Olympischen Spielen 1980 in Moskau wurde er Achter.
1977 und 1980 wurde er Britischer Meister, 1980 und 1981 Schottischer Meister.

## Persönliche Bestzeiten
- 800 m: 1:46,20 min, 29. Juni 1980, Porsgrunn
- 1500 m: 3:41,04 min, 15. August 1980, Lausanne